# Puy d'Issolud
Le Puy d'Issolud est un lieu-dit situé sur la commune de Vayrac dans le Lot, près de ce village et de Saint-Denis-lès-Martel (France). Les recherches archéologiques y ont mis au jour un oppidum gaulois correspondant à Uxellodunum, le théâtre de la dernière grande bataille de la guerre des Gaules.

## Le Puy d'Issolud et Uxellodunum
La localisation du siège d'Uxellodunum a longtemps été controversée : si le Puy d'Issolud était souvent cité, plusieurs érudits contestaient cette hypothèse. Ainsi les frères Champollion placèrent Uxellodunum à Capdenac. Pour autant, certains auteurs tels que le géographe Roger Brunet, avancent que l'Uxellodunum évoquée par César dans son œuvre Commentarii de Bello Gallico, correspondrait vraisemblablement à l'actuel lieu-dit de Puy d'Issolud ou en tous les cas, se présente comme étant l'hypothèse la plus recevable. En outre, le toponyme - Issolud, probablement dérivé du nom latin Uxellodunum se révèle issu du terme gaulois d'« Uxello » ou « Uxo », signifiant « élevé » ou « noble »,, et des suffixes dun et dunum, qui font référence à la notion d'« enceinte fortifiée ».
Frédéric Mistral, dans son dictionnaire "Lou Tresor Dou Felibrige" écrivait qu'Issolu provenait de l'ancienne langue d'oc Ussolud, lui-même du latin Uxellodunum.
Des fouilles autorisées par le Service régional de l'archéologie ont été entreprises sur le site du Puy d'Issolud à partir de 1997 et pendant 9 années consécutives à la Fontaine-de-Loulié sous la direction de Jean-Pierre Girault, archéologue bénévole. Ces fouilles ont confirmé les découvertes du XIXe siècle et des années 1920 et 1930. Elles ont permis de dégager un nombre considérable d'armes romaines et de matériels typiques de la période de la guerre des Gaules (traits de catapultes, flèches à barbelures, clous de sandales) ainsi qu'une couche scellée bien datée du Ier siècle avant notre ère.
Ce matériel archéologique sert désormais de référence et les résultats des fouilles de J.-P. Girault ont été présentés et validés dans des colloques internationaux mais aussi diffusés dans la presse de vulgarisation scientifique.
Le 26 avril 2001, une commission du ministère de la Culture a officiellement identifié le site du Puy d'Issolud comme le site historique d'Uxellodunum. Une conférence de presse tenue à Toulouse par Michel Vaginay (Conservateur au Service régional de l'archéologie de Midi-Pyrénées à Toulouse) et Christian Goudineau (professeur au Collège de France) ont assuré que ce site était bien celui du dernier siège de la résistance des Gaulois aux armées de Jules César. Cette place forte appartenait aux Cadurques. Sa prise marqua la fin de la Guerre des Gaules en 51 av. J.-C.. Certains particuliers et associations contestent toutefois toujours cette identification.